# Ладлоу-стрит (Манхэттен)
Ладлоу-стрит пересекается с Хаустон-стрит в Нижнем Ист-Сайде (Нью-Йорк), важная культурная улица с богатой историей.
Ладлоу-стрит — это улица музыкантов и любителей музыки, модных магазинов, художественных галерей, баров, ресторанов и клубов.

## История

### 1960—1990
В 1962 музыкант Тони Конрад жил и работал на Ладлоу-стрит, 56, а в 1965 году Лу Рид, Джон Кейл и Стерлинг Моррисон из The Velvet Underground жили в этом доме. Известные песня All Tomorrow’s Parties была записана там.
Квартира, в которой в середине 1970-х Гари Вайс сделал несколько короткометражных фильмов с Тейлором Мидом в главной роли, называется Кошка Тейлора Мида.
В середине 80-х годов актёр Крейг Кальман жил в здании, прилегающем к Дому Тейлора Мида.
С 1983 по 1989 год, в Ладлоу-стрит, 143 раз в два месяца записывались аудиопубликации Tellus Audio Cassette Magazine.

### 1990-е
В середине 1990-х набирающие популярность хипстеры, были изгнаны из Ист-Виллидж яппи, что привело к подъему в деятельности на Ладлоу-стрит, открытию новых учреждений, таких как бары, концертные залы и альтернативные театры.

## Сегодня
В 2005 году художник Вольфганг Стэхл создал Один день из жизни на Ладлоу-стрит (Нью-Йорк). Коллекция состоит из 6716 изображений с разрешением 1200x1600, сфотографированных с 8-секундным интервалом в течение 24 часов.